# 愛奧尼亞 (密蘇里州)
愛奧尼亞（英語：Ionia）是位於美國密蘇里州本頓縣及佩蒂斯縣的村。

## 人口
根據2020年美國人口普查的數據，愛奧尼亞的面積為0.38平方千米，皆為陸地。當地共有人口71人，而人口密度為每平方千米187人。